# Ariclenes da Silva Ferreira
Ariclenes da Silva Ferreira (* 11. prosince 1985, Umbaúba, Brazílie) známý také pouze jako Ari je brazilský fotbalový útočník, který aktuálně hraje v ruském klubu FK Krasnodar (k listopadu 2015).

## Klubová kariéra
- Fortaleza Esporte Clube 2005–2006
- Kalmar FF 2006–2007
- AZ Alkmaar 2007–2010
- FK Spartak Moskva 2010–2013
- FK Krasnodar 2013– [1]